# Moysés Blás
Moysés Blás, (nacido el 24 de marzo de 1937 en Belo Horizonte, Minas Gerais) es un  exjugador de baloncesto brasileño. Con 1.81 de estatura, su puesto natural en la cancha era el de escolta. Fue medalla de bronce con Brasil en los Juegos Olímpicos de Roma de 1960. 